# Brian Stableford
Brian Michael Stableford (Shipley, 25 de julio de 1948-24 de febrero de 2024) fue un escritor británico de ciencia ficción. 

## Biografía
Nacido en Shipley, Yorshire, Stableford consiguió un título de biología en la universidad de York en 1969, para a continuación hacer un postgraduado en biología y posteriormente en sociología. En 1979 recibió el título de doctor por su tesis La Sociología de la ciencia ficción. Hasta 1988 trabajó en un seminario sobre sociología en la Universidad de Reading. Desde entonces se ha dedicado casi por completo a la literatura, salvo seminarios y clases ocasionales en varias universidades sobre escritura creativa. Se ha casado en dos ocasiones, y tiene un hijo y una hija de su primer matrimonio.

## Firma en sus obras
Sus primeros libros fueron publicados como Brian M. Stableford, pero en los más recientes ha eliminado su inicial intermedia "M" y han sido publicados con el nombre de Brian Stableford. También ha utilizado el seudónimo Brian Craig en algunas de sus primeras obras y también en unas pocas de las más recientes. El seudónimo deriva de su nombre y el de un amigo suyo, Craig A. Mackintosh, con el que publicó algunas de sus primeras obras.

## Ficción

### Series
- Dies Irae
  - 1 The Days of Glory (1971)
  - 2 In the Kingdom of the Beasts (1971)
  - 3 Day of Wrath (1971)

- Hooded Swan (Grainger)
  - 1 The Halcyon Drift (1972)
  - 2 Rhapsody in Black (1973)
  - 3 Promised Land (1974)
  - 4 The Paradise Game (1974)
  - 5 The Fenris Device (1974)
  - 6 Swan Song (1975)

- Daedalus Mission
  - 1 The Florians (1976)
  - 2 Critical Threshold (1977)
  - 3 Wildeblood's Empire (1977)
  - 4 The City of the Sun (1978)
  - 5 Balance of Power (1979)
  - 6 'The Paradox of the Sets (1979)

- Asgard
  - 1a Journey to the Center (1982)
  - 1b Asgard's Secret (2004), una revisión importante de la novela original
  - 2 Invaders from the Centre (1990) también conocido como Asgard's Conquerors
  - 3 The Centre Cannot Hold (1990) también conocido como Asgard's Heart

- Orfeo (escrito como Brian Craig)
  - Zaragoz (1989)
  - Plague Daemon (1990)
  - Storm Warriors (1991)

- David Lydyard (Werewolves)
  - 1 The Werewolves of London (1990)
  - 2 The Angel of Pain (1991)
  - 3 The Carnival of Destruction (1994)

- Genesys
  - 1 Serpent's Blood (1995)
  - 2 Salamander's Fire (1996)
  - 3 Chimera's Cradle (1997)

- Emortality (escrito fuera del orden de la serie)
  - 2 Inherit the Earth (1998)
  - 4 Architects of Emortality (1999)
  - 5 Fountains of Youth (2000)
  - 1 The Cassandra Complex (2001)
  - 3 Dark Ararat (2002)
  - 6 The Omega Expedition (2002)

### Otras novelas
- Cradle of the Sun (1969)
- The Blind Worm (1970)
- To Challenge Chaos (1972)
- The Realms of Tartarus - publicado inicialmente como tres volúmenes
  - The Face of Heaven (1976)
  - A Vision of Hell (1979)
  - A Glimpse of Infinity (1979)
- Man in a Cage (1975)
- The Mind-Riders (1976)
- The Last Days of the Edge of the World (1978)
- The Walking Shadow (1979)
- Optiman [aka War Games (1981 UK)](1980)
- The Castaways of Tanagar (1981)
- The Gates of Eden (1983)
- The Empire of Fear (1988)
- Ghost Dancers (1991) (written as Brian Craig)
- Slumming in Voodooland (1991) [chapbook]
- Young Blood (1992)
- The Innsmouth Heritage (1992) [anthology w/Stableford short story]
- Firefly: A Novel of the Far Future (1994)
- The Hunger and Ecstasy of Vampires (1996) - publicado inicialmente en un formato diferente en la revista Interzone:
  - The Hunger and Ecstasy of Vampires (Parte 1 de 2) (1995)
  - The Hunger and Ecstasy of Vampires (Parte 2 de 2) (1995)
- Year Zero (2000)
- The Wine Of Dreams (2000) (written as "Brian Craig")
- Pawns of Chaos (2001) (written as "Brian Craig")
- The Eleventh Hour (2001)
- Curse of the Coral Bride (2004) con Donna Scot
- Kiss the Goat (2005)
- The Stones of Camelot (2006) ISBN 1-932983-69-4
- The New Faust at the Tragicomique (2007) ISBN 978-1-932983-91-3

### Colecciones
- The Cosmic Perspective/Custer's Last Stand (1985)
- Sexual Chemistry: Sardonic Tales of the Genetic Revolution (1991)
- Fables and Fantasies (1996)
- Complications & Other Science Fiction Stories (2003)
- Salome and Other Decadent Fantasies (2004)
- Designer Genes: Tales of the Biotech Revolution (2004)
- The Wayward Muse (2005) ISBN 1-932983-45-7

## Traducciones
- Vampire City (1999) (La Ville Vampire por Paul Féval, (1874)) ISBN 0-9740711-6-1
- Knightshade (2001) (Le Chevalier Ténèbre por Paul Féval (1860)) ISBN 0-9740711-4-5
- Lumen (2002) (Lumen por Camille Flammarion (1867)) ISBN 0-8195-6567-9
- Nightmares of an Ether-Drinker (2002) (Sensations et Souvenirs por Jean Lorrain (1895)) ISBN 1-872621-65-1
- The Vampire Countess (2003) (La Vampire por Paul Féval (1865)) ISBN 0-9740711-5-3
- The Scaffold (2004) (Contes Cruels por Auguste Villiers de l'Isle-Adam (1883)) ISBN 1-932983-01-5
- The Vampire Soul (2004) (Tribulat Bonhomet por Auguste Villiers de l'Isle-Adam (1887)) ISBN 1-932983-02-3
- The Wandering Jew's Daughter (2005) (La Fille du Juif Errant by Paul Féval (1863)) ISBN 1-932983-30-9
- John Devil (2005) (Jean Diable por Paul Féval (1861)) ISBN 1-932983-15-5
- The Black Coats: 'Salem Street (2005) (Les Habits Noirs: La Rue de Jérusalem por Paul Féval (1868)) ISBN 1-932983-46-5
- Revenants (2006) (Le Livre des Mystères por Paul Féval (1852)) ISBN 1-932983-70-8
- The Black Coats: The Invisible Weapon (2006) (Les Habits Noirs: L'Arme Invisible por Paul Féval (1869)) ISBN 1-932983-80-5
- News from the Moon: Nine French proto-science fiction stories from 1768 to 1902 (2007) ISBN 978-1-932983-89-0
- Felifax the Tiger-Man (2007) (Félifax por Paul Féval, fils (1929)) ISBN 978-1-932983-88-3
- The Nyctalope vs. Lucifer (2007) (Le Nyctalope: Lucifer por Jean de La Hire (1921)) ISBN 978-1-932983-98-2
- Anne of the Isles (2007) (Contes de Bretagne por Paul Féval (1844)) ISBN 978-1-932983-92-0
- The Vampire and the Devil's Son (2007) (La Baronne Trépassée por Pierre Alexis Ponson du Terrail (1852)) ISBN 978-1-932983-55-5
- Captain Vampire (2007) (Le Capitaine Vampire por Marie Nizet (1879)) ISBN 978-1-934543-01-6
- The Vampires of Mars (2008) (Le Prisonnier de la Planète Mars y La Guerre des Vampires por Gustave Le Rouge (1908)) ISBN 978-1-934543-30-6

## Como editor

### Series antológicas
- Decadence
  - 1 The Daedalus Book of Decadence (Moral Ruins) (1990)
  - 2 The Second Daedalus Book of Decadence: The Black Feast (1992)

### Antologías
- Tales of the Wandering Jew (1991)
- The Dedalus Book of British Fantasy: The 19th Century (1991)
- The Dedalus Book of Femmes Fatales (1992)

## Ensayos y obras no ficticias
- The Mysteries of Science Fiction (1977)
- A Clash of Symbols: The Triumph of James Blish (1979)
- Masters of Science-Fiction: Essays on Science-Fiction Authors (1981)
- The Science in Science Fiction (1982) con David Langford y Peter Nicholls
- Future Man: Brave New World or Genetic Nightmare? (1984)
- The Scientific Romance in Britain 1890-1950 (1985)
- The Sociology of Science Fiction (1985)
- The Way to Write Science Fiction (1985)
- The Third Millennium: A History of the World AD 2000-3000 (1985) con David Langford
- Opening Minds: Essays on Fantastic Literature (1995)
- Outside the Human Aquarium: Masters of Science Fiction, Second Edition (1995)
- Algebraic Fantasies and Realistic Romances: More Masters of Science Fiction (1995)
- Teach Yourself Writing Fantasy and Science Fiction (1998)
- The Dictionary of Science Fiction Places (1999)
- Historical Dictionary of Science Fiction Literature (Historical Dictionaries of Literature and the Arts, n.º 1) (2004) véase el comentario del autor (en inglés)
- Historical Dictionary of Fantasy Literature (Historical Dictionaries of Literature and the Arts, n.º 5) (2005) véase el comentario del autor (en inglés)

### Obras teóricas
- Scientific Romance in Britain 1890-1950 (1985) ( ISBN 0-947795-85-5 )
- Historical Dictionary of Science Fiction Literature (Historical Dictionaries of Literature and the Arts, No. 1) (2004) ( ISBN 0-8108-4938-0 )
- Science fiction fact and science fiction : an encyclopedia (2006)